# جایزه بزرگ مکزیک ۱۹۶۵
جایزه بزرگ مکزیک ۱۹۶۵ (انگلیسی: ‎1965 Mexican Grand Prix‎) یک مسابقهٔ موتوری در رشتهٔ اتومبیل‌رانی فرمول یک بود که در تاریخ ۲۴ اکتبر ۱۹۶۵ در ماگدالنا میکزوکا واقع در مکزیکو سیتی، مکزیک برگزار شد. این گراند پری در میان ۱۰ گراند پری در فصل ۱۹۶۵، مسابقهٔ شمارهٔ ۱۰ بود.
در این مسابقه که در ۶۵ دور و به مسافت ۳۲۵٫۰۰۰ کیلومتر (۲۰۱٫۹۴۶ مایل) برگزار شد، پول پوزیشن توسط جیم کلارک کسب شد و سریع‌ترین زمان برای طی یک دور پیست که برابر با ۱:۵۵٫۸۴ بود نیز توسط دن گرنی به ثبت رسید.
ریچی گینتر از تیم هوندا، دن گرنی از تیم برابام-کلیمکس و مایک اسپنس از تیم لوتوس-کلیمکس به‌ترتیب مقام‌های اول تا سوم مسابقه را کسب کردند.

## رده‌بندی قهرمانی پس از مسابقه
|       | جایگاه | راننده      | امتیاز  |
| ----- | ------ | ----------- | ------- |
|       | ۱      | جیم کلارک   | ۵۴      |
|       | ۲      | گراهام هیل  | ۴۰ (۴۷) |
|       | ۳      | جکی استوارت | ۳۳ (۳۴) |
|       | ۴      | دن گرنی     | ۲۵      |
|       | ۵      | جان سرتیز   | ۱۷      |
| منبع: |        |             |         |

|       | جایگاه | سازنده        | امتیاز  |
| ----- | ------ | ------------- | ------- |
|       | ۱      | لوتوس-کلیمکس  | ۵۴ (۵۸) |
|       | ۲      | بی‌آرام        | ۴۵ (۶۱) |
| ۱     | ۳      | برابام-کلیمکس | ۲۷ (۳۱) |
| ۱     | ۴      | فراری         | ۲۶ (۲۷) |
|       | ۵      | کوپر-کلیمکس   | ۱۴      |
| منبع: |        |               |         |

یادداشت
- تنها پنج جایگاه نخست از هر رده‌بندی نمایش داده شده‌است.